# 주서역
주서역(州西驛)은 조선민주주의인민공화국 함경남도 함주군 주서리에 위치한 평라선의 역이다.

## 연혁
- 일자 불명: 영업 개시
- 일자 불명: 평라선으로 편입